# 판웨이
판웨이(Fan Wei, 1962년 9월 2일 ~ )는 배우, 텔레비전 배우이다.
선양시에서 태어났다.

## 방송
- 상진부자병
- 노대적행복
- 대송제형관 1

## 영화
- 원 세컨드 (2019년)
- 부자웅병 (2017년)
- 미스터 노 프라블럼 (2016년)
- 도사하산 (2015년)
- 상진부자병 (2013년)
- 분노적소해 (2013년)
- 1942 (2012년)
- 반국야풍광 (2012년)
- 근종공령학 (2011년)
- 건당위업 (2011년)
- 쇼타임 (2010년)
- 관동대선생 (2009년)
- 2008분의 1 (2009년)
- 난징! 난징! (2009년)
- 건국대업 (2009년)
- 차표 (2008년) - 출연 역
- 콜 포 러브 2 (2008년)
- 즉일계정 (2008년)
- 쉬즈 더 원 (2008년)
- 귀가 크면 복이 있다 (2007년)
- 빨간 버스 (2006년)
- 간차인적칠월 (2004년)
- 천하무적 (2004년)
- 스프링 서브웨이 (2002년)